# King Krule
Archy Ivan Marshall, mais conhecido como King Krule (Southwark, 24 de agosto de 1994), é um cantor, rapper, compositor e produtor musical inglês.
Ele começou a gravar músicas em 2010 sob o apelido de Zoo Kid. No ano seguinte, adotou seu nome atual. Lançou vários EPs e seu primeiro álbum de estúdio, 6 Feet Beneath the Moon, foi lançado em 2013 e teve uma recepção crítica positiva. Em 13 de outubro de 2017 ele lançou seu terceiro álbum, The Ooz, e seu quarto álbum, Man Alive!, foi lançado em 21 de fevereiro de 2020.
Sua música traz elementos do punk jazz com hip hop, dark wave e trip hop.

## Início de vida
Archy Marshall nasceu em Southwark, Londres, filho de Rachel Howard e Adam Marshall. Durante uma entrevista com Rob Fitzpatrick, do The Guardian, Marshall afirmou que desde criança apresentava problemas de indisciplina e se recusava a ir à escola. Durante a infância, ele passou grande parte do tempo entre a casa de seu pai em Peckham e a casa de sua mãe em East Dulwich; sua mãe era muito menos rigorosa que seu pai, que costumava impor regras. Marshall lembra que seu pai teve que carregá-lo para a escola, caso contrário ele se escondia em seu quarto. Depois de completar 13 anos, recebeu um tutor particular. Mais tarde, foi aceito na BRIT School para estudar arte, onde novamente lutou contra a indisciplina, mas logo se adaptou.
Marshall disse que foi utilizado em diversos testes de saúde mental no Hospital Maudsley, em Londres. Ele alega que os testes tiveram um impacto sobre ele; que os médicos, conselheiros e psiquiatras estavam errados a maior parte do tempo; que ele odiava todo mundo; e que se esconderia no seu quarto por horas a fio. Ele menciona em algumas de suas letras seus problemas de saúde mental, como depressão e insônia.
Durante uma entrevista à NPR, Marshall lembrou que muitas vezes criava arte através do incentivo dos seus pais ao longo de sua infância. Ele observou que a arte visual, em particular, é importante para ele, e mencionou que produz cuidadosamente seus videoclipes e capas de álbuns, de modo que eles reflitam sua sensibilidade estética.

## Carreira
Durante os anos de Marshall na Forest Hill School e depois na BRIT School ao lado do colaborador Jamie Isaac entre 2008 e 2011, ele lançou dois singles como "Zoo Kid". Em julho de 2011, durante um festival em Hyères, na França, Marshall passou a se apresentar sob o apelido de King Krule. Mais tarde naquele ano, ele lançou seu EP homônimo. Ao contrário de alguns relatos, seu nome artístico não é inspirado no personagem King K. Rool da série de vídeo games Donkey Kong, mas no filme de Elvis Presley, King Creole.
Em 9 de dezembro de 2012, a BBC anunciou que King Krule havia sido indicado para o Sound of 2013. King Krule lançou seu álbum de estréia 6 Feet Beneath the Moon em 24 de agosto de 2013, no dia de seu 19º aniversário. Isto o destacou, especialmente nos Estados Unidos, com apresentações sendo feitas em Conan e Late Show with David Letterman. Em fevereiro de 2014, King Krule foi capa da revista The Fader.
Em dezembro de 2015, sob o nome de Archy Marshall, ele lançou um álbum intitulado A New Place 2 Drown, que inclui 12 músicas, um livro de artes visuais de 208 páginas e um documentário de dez minutos. Neste projeto, ele fez uma parceria com seu irmão Jack Marshall. Em uma entrevista à NPR, Marshall disse que sua intenção era que o álbum tivesse um componente físico, além de algo para os olhos e os ouvidos. Ele optou em lançar o álbum sob o nome de Archy Marshall para diferenciar os dois gêneros musicais diferentes, afirmando que pensou no A New Place 2 Drown como um álbum de hip hop em vez do dark alternativo/jazz de 6 Feet Beneath the Moon.
Marshall foi para a NTS Radio, organizada pelo Mount Kimbie, e lançou duas músicas sob o nome de Edgar the Beatmaker. A primeira música não possui título e a segunda é intitulada When and Why. Em agosto de 2017, Marshall lançou uma nova música intitulada Czech One. Este foi o primeiro lançamento de King Krule desde o seu álbum de estréia em 2013. Um mês depois, lançou uma nova música intitulada Dum Surfer, também sob o nome de King Krule. Em 13 de outubro, Marshall lançou seu segundo álbum completo como King Krule, The Ooz. Este incluiu os singles lançados nos dois meses anteriores além de 17 novas músicas. O álbum recebeu críticas positivas e foi classificado como o 83º mais discutido e o 75º mais compartilhado em 2017, de acordo com o Metacritic. Em 13 de dezembro de 2017, a Pitchfork nomeou o álbum como o melhor álbum de rock de 2017 e o terceiro melhor álbum de 2017. Também foi indicado para o Álbum Europeu do Ano pela IMPALA. Em 14 de janeiro de 2020, Marshall anunciou seu quarto álbum, intitulado Man Alive!, onde lançou o single (Don't Let the Dragon) Draag On, bem como o single Alone, Omen 3 em 5 de fevereiro. Dias antes do lançamento do álbum, ele lançou o single Cellular acompanhado de um videoclipe animado, dirigido por Jamie Wolfe. O álbum foi lançado em 21 de fevereiro.

## Vida pessoal
Marshall está em um relacionamento com a fotógrafa inglesa Charlotte Patmore. Patmore trabalha com ele em projetos de fotografia e videografia há vários anos e está diretamente envolvida em vários de seus vídeo clipes.
Em 14 de março de 2019, eles tiveram sua primeira filha, Marina Marshall. O nascimento foi anunciado em uma publicação na conta do Instagram de Patmore em 29 de março.

## Discografia

### Sob o pseudônimo Zoo Kid
- 2010 : U.F.O.W.A.V.E. (auto-produzido)
- 2010 : Out Getting Ribs/Has This Hit 7" - single (House Anxiety Records)

### Sob a alcunha King Krule
- 2011 : King Krule EP (True Panther)
- 2012 : Rock Bottom/Octopus 12" single (Rinse)
- 2013 : Six Feet Beneath The Moon (True Panther)
- 2017 : The Ooz (True Panther)
- 2020 : Man Alive! (True Panther)
- 2023 : Space Heavy

### Como Archy Marshall
- 2015 : A New Place 2 Drown

### Sob o pseudônimo de Edgar the Beatmaker
Música por Edgar the Beatmaker está disponível em seu site, mas nenhum álbum foi publicado.

## Prêmios e indicações

### Nomeações
- 2012 : BBC Sound of 2013